# Diversion (Österreich)
Die Diversion ist die Möglichkeit der Staatsanwaltschaft oder des Gerichts, bei hinreichend geklärtem Sachverhalt auf die Durchführung eines förmlichen Strafverfahrens zu verzichten. Der Beschuldigte bzw. der Angeklagte bekommt im Fall der Diversion das Angebot, sich einer belastenden Maßnahme zu unterwerfen (z. B. gemeinnützige Arbeit) oder einer Geldzahlung. Die Diversion seitens der Staatsanwaltschaft ist von der Anklageerhebung und der Einstellung des Strafverfahrens zu unterscheiden.
Der Beschuldigte darf bei einer Verfahrensbeendigung durch Diversion nicht schlechter gestellt werden als im förmlichen Strafverfahren.
Die Bestimmungen zur Diversion in Österreich sind in der österreichischen Strafprozeßordnung (StPO) zu finden.
Die einzelnen Diversionsmaßnahmen laut Gesetz sind:
- Zahlung eines Geldbetrages (§ 200 StPO)
- Gemeinnützige Leistungen (§ 201 StPO)
- Probezeit (§ 203 StPO)
- Probezeit unter Beigabe eines Bewährungshelfers (§ 203 StPO)
- Tatausgleich (§ 204 StPO)

Eine Kombination mehrerer Diversionsvarianten ist nicht zulässig. Liegen mehrere Straftaten vor, die zueinander in Realkonkurrenz stehen, können diese einzeln und gesondert diversionell erledigt werden.
Darüber hinaus bezeichnet Diversion auch allgemein Ansätze, die sich um eine Reduktion strafrechtlicher Sanktionen zugunsten alternativer Reaktionen als Antwort auf Kriminalität bemühen, hierbei aber nicht so weit wie die Vertreter des kriminologischen Abolitionismus gehen wollen, die entweder das Gefängnis oder sogar allgemein das Strafrecht in Gänze abschaffen möchten.

## Geschichte
1985 wurde ein Pilotversuch für außergerichtlichen Tatausgleich im Jugendstrafrecht vorgesehen, der positive Ergebnisse zeigte. Daher wurde die Diversion im Jugendgerichtsgesetz 1988 festgeschrieben.
Ab 1992 lief in einigen Gerichtssprengeln der Modellversuch „Außergerichtlicher Tatausgleich-Erwachsene“, basierend auf §42 StGB. Dieser wurde bis Anfang 1999 nach und nach auf das gesamte Bundesgebiet ausgeweitet. Mit der Strafprozessnovelle im selben Jahr wurde die Diversion schließlich auch in das Erwachsenenstrafrecht aufgenommen.
Laut dem Sicherheitsbericht des Bundesministeriums für Justiz von 2022 gibt es „mehr diversionelle Erledigungen als gerichtliche Verurteilungen“. Im Jahr 2022 wurden etwa 83 % der Diversionsverfahren erfolgreich beendet, wobei die Maßnahme „Probezeit ohne Pflichten“ die höchste und der Tatausgleich die niedrigste Erfolgsquote hatte.

## Allgemeines
Diversion kann nicht beliebig vorgeschlagen werden, vielmehr ist diese von bestimmten Voraussetzungen abhängig (§ 198 Abs. 1):
- es liegt ein hinreichend geklärter Sachverhalt vor
- eine Einstellung des Verfahrens nach den §§ 190 und 192 kommt nicht in Frage
- im Hinblick auf die Diversionsmaßnahme bedarf es weder aus spezial- noch aus generalpräventiven Gründen einer Bestrafung.

Somit ist eine Diversion bei schwerwiegenden Straftaten gemäß § 198 Abs. 2 grundsätzlich auszuschließen.
Darunter sind Delikte,
- die in die Zuständigkeit des Landesgerichtes als Schöffen- oder Geschworenengericht fallen
- bei denen die Schuld des Tatverdächtigen als schwer nach § 32 StGB anzusehen ist (dies ist bei einer Tatwiederholung anzunehmen) oder
- die den Tod eines Menschen zur Folge haben.

Im Prinzip verbleiben alle Straftaten, die eine Freiheitsstrafe von höchstens fünf Jahren vorsehen.
Eine Ausnahme bildet das Jugendstrafrecht, wo die Diversion auch bei Straftaten zulässig ist, die in die Zuständigkeit des Schöffen- oder Geschworenengerichts fallen und/oder den Tod eines Menschen zur Folge hatten, der als Angehöriger des Beschuldigten fahrlässig getötet wurde und eine Bestrafung im Hinblick auf die durch den Tod des Angehörigen beim Beschuldigten verursachte schwere psychische Belastung nicht geboten erscheint (§ 7 JGG).
Außerdem können Kronzeugen unter bestimmten Voraussetzungen die Erledigung des gegen sie selbst anhängigen Strafverfahrens durch Diversion verlangen.  §§ 209a, 209b StPO wurden im Jänner 2017 bis zum 31. Dezember 2021 verlängert.
Des Weiteren muss die Diversion freiwillig erfolgen und darf nicht erzwungen werden. Der Beschuldigte muss darüber in Kenntnis gesetzt werden, dass es seiner Zustimmung zu den genannten Diversionsmaßnahmen bedarf und er die Fortsetzung des Strafverfahrens verlangen kann, über die sonstigen Umstände, die eine Fortsetzung des Verfahrens bewirken können (§ 207), und über die Notwendigkeit eines Pauschalkostenbeitrags (§ 388).
Nach erfolgtem Diversionsverfahren gilt der Beschuldigte als nicht vorbestraft, seine Unschuldsvermutung bleibt weiterhin bestehen (es sei denn, es wurde eine rechtskräftige, gerichtliche Entscheidung erbracht). Auch zählt die Zustimmung zur Diversion nicht als Geständnis oder Schuldanerkenntnis.
Das Opfer muss über die Diversion benachrichtigt werden (§ 208 Abs. 3). Es kann keine Subsidiaranklage erheben (§ 72) und hat auch nicht das Recht, eine Fortführung des Verfahrens und damit eine Überprüfung der Diversionsentscheidung durch das Gericht zu verlangen (§ 195 Abs. 1). Gemäß § 206 sind bei einer Diversion aber stets die Interessen des Opfers zu wahren, es muss auch über seine Rechte belehrt und vor der Diversion angehört werden.

### Zahlung eines Geldbetrages (§ 200 StPO)
Der vorgeschlagene Geldbetrag darf nicht den Betrag übersteigen, der einer Geldstrafe von 180 Tagessätzen zuzüglich der im Fall einer Verurteilung zu ersetzenden Kosten des Strafverfahrens entsprechen würde. Er ist innerhalb von 14 Tagen nach Zustellung der Mitteilung der Staatsanwaltschaft zu bezahlen. Ist dies dem Beschuldigten nicht möglich, so kann ihm ein Zahlungsaufschub oder eine Ratenzahlung gestattet werden. Auf Antrag kann auch eine Neubemessung des festgesetzten Geldbetrages erfolgen (§ 208 Abs. 2). Die Staatsanwaltschaft kann auch noch zusätzlich von der Verfolgung zurücktreten, wenn der Beschuldigte den aus der Tat entstandenen Schaden wieder gutmacht.

### Gemeinnützige Leistungen (§ 201 StPO)
Unter den Voraussetzungen des § 198 kann die Staatsanwaltschaft von der Verfolgung einer Straftat vorläufig zurücktreten, wenn sich der Beschuldigte ausdrücklich bereit erklärt hat, innerhalb einer zu bestimmenden Frist von höchstens sechs Monaten unentgeltlich gemeinnützige Leistungen zu erbringen. Gemeinnützige Leistungen sollen die Bereitschaft des Beschuldigten zum Ausdruck bringen, für die Tat einzustehen. Sie sind in der Freizeit bei einer geeigneten Einrichtung zu erbringen, mit der das Einvernehmen herzustellen ist. Soweit nicht aus besonderen Gründen darauf verzichtet werden kann, ist der Rücktritt von der Verfolgung nach gemeinnützigen Leistungen überdies davon abhängig zu machen, dass der Beschuldigte binnen einer zu bestimmenden Frist von höchstens sechs Monaten den aus der Tat entstandenen Schaden gutmacht oder sonst zum Ausgleich der Folgen der Tat beiträgt und dies unverzüglich nachweist. Gemeinnützige Leistungen dürfen täglich nicht mehr als acht Stunden, wöchentlich nicht mehr als 40 Stunden und insgesamt nicht mehr als 240 Stunden in Anspruch nehmen; auf eine gleichzeitige Aus- und Fortbildung oder eine Berufstätigkeit des Beschuldigten ist Bedacht zu nehmen. Gemeinnützige Leistungen, die einen unzumutbaren Eingriff in die Persönlichkeitsrechte oder in die Lebensführung des Beschuldigten darstellen würden, sind unzulässig.
Die Leiter der Staatsanwaltschaften haben jeweils eine Liste von Einrichtungen, die für die Erbringung gemeinnütziger Leistungen geeignet sind, zu führen und erforderlichenfalls zu ergänzen (§ 202). Nach Erbringung der gemeinnützigen Leistungen und allfälligem Tatfolgenausgleich hat die Staatsanwaltschaft von der Verfolgung endgültig zurückzutreten, sofern das Verfahren nicht gemäß § 205 nachträglich fortzusetzen ist.

### Probezeit (§ 203 StPO)
Die Staatsanwaltschaft kann von der Verfolgung einer Straftat unter Bestimmung einer Probezeit von einem Jahr bis zu zwei Jahren vorläufig zurücktreten. Der Lauf der Probezeit beginnt mit der Zustellung der Verständigung über den vorläufigen Rücktritt von der Verfolgung. Soweit nicht aus besonderen Gründen darauf verzichtet werden kann, ist der vorläufige Rücktritt von der Verfolgung überdies davon abhängig zu machen, dass sich der Beschuldigte ausdrücklich bereit erklärt, während der Probezeit bestimmte Pflichten zu erfüllen, die als Weisungen (§ 51 StGB) erteilt werden könnten, und sich durch einen Bewährungshelfer (§ 52 StGB) betreuen zu lassen. Dabei kommt insbesondere die Pflicht in Betracht, den entstandenen Schaden nach Kräften gutzumachen oder sonst zum Ausgleich der Folgen der Tat beizutragen. Die Kosten dafür hat der Beschuldigte selbst zu tragen. Nach Ablauf der Probezeit und Erfüllung allfälliger Pflichten hat die Staatsanwaltschaft von der Verfolgung endgültig zurückzutreten, sofern das Verfahren nicht gemäß § 205 nachträglich fortzusetzen ist. Treten in der Zwischenzeit Umstände ein, die den Wegfall der Zulässigkeitsvoraussetzungen für ein diversionelles Vorgehen zur Folge haben, ist ein reguläres Strafverfahren einzuleiten bzw. fortzusetzen.

### Tatausgleich (§ 204 StPO)
Die Staatsanwaltschaft kann von der Verfolgung einer Straftat zurücktreten, wenn durch die Tat Rechtsgüter einer Person unmittelbar beeinträchtigt sein könnten und der Beschuldigte bereit ist, für die Tat einzustehen und sich mit deren Ursachen auseinanderzusetzen, wenn er allfällige Folgen der Tat auf eine den Umständen nach geeignete Weise ausgleicht, insbesondere dadurch, dass er aus der Tat entstandenen Schaden gutmacht oder sonst zum Ausgleich der Folgen der Tat beiträgt, und wenn er erforderlichenfalls Verpflichtungen eingeht, die seine Bereitschaft bekunden, Verhaltensweisen, die zur Tat geführt haben, künftig zu unterlassen. Das Opfer ist in Bemühungen um einen Tatausgleich einzubeziehen, soweit es dazu bereit ist. Das Zustandekommen eines Ausgleichs ist von seiner Zustimmung abhängig, es sei denn, dass es diese aus Gründen nicht erteilt, die im Strafverfahren nicht berücksichtigungswürdig sind. Seine berechtigten Interessen sind jedenfalls zu berücksichtigen (§ 206).
Die Staatsanwaltschaft kann einen Konfliktregler ersuchen, das Opfer und den Beschuldigten über die Möglichkeit eines Tatausgleichs sowie im Sinne der §§ 206 und 207 zu informieren und bei ihren Bemühungen um einen solchen Ausgleich anzuleiten und zu unterstützen (§ 29a des Bewährungshilfegesetzes).
Der Konfliktregler hat der Staatsanwaltschaft über Ausgleichsvereinbarungen zu berichten und deren Erfüllung zu überprüfen. Einen abschließenden Bericht hat er zu erstatten, wenn der Beschuldigte seinen Verpflichtungen zumindest soweit nachgekommen ist, dass unter Berücksichtigung seines übrigen Verhaltens angenommen werden kann, er werde die Vereinbarungen weiter einhalten, oder wenn nicht mehr zu erwarten ist, dass ein Ausgleich zustande kommt.

## Nachträgliche Fortsetzung oder Einleitung des Strafverfahrens (§205 StPO)
Ist die Staatsanwaltschaft nach erfolgreicher Diversion von der Verfolgung zurückgetreten, ist eine Fortsetzung des Strafverfahrens nur unter den Voraussetzungen der ordentlichen Wiederaufnahme (§ 352) zulässig. Vor einem solchen Rücktritt ist das Strafverfahren jedenfalls dann fortzusetzen, wenn der Beschuldigte dies verlangt. Dies kann z. B. dann der Fall sein, wenn der Beschuldigte glaubt seine Unschuld im Strafverfahren beweisen zu können. Ansonsten kann es dann zur Fortsetzung des Verfahrens kommen, wenn
- der Beschuldigte den Geldbetrag samt allfälliger Schadensgutmachung oder die gemeinnützigen Leistungen samt allfälligem Tatfolgenausgleich nicht vollständig oder nicht rechtzeitig zahlt oder erbringt,

- der Beschuldigte übernommene Pflichten nicht hinreichend erfüllt oder sich beharrlich dem Einfluss des Bewährungshelfers entzieht oder

- gegen den Beschuldigten vor Ablauf der Probezeit wegen einer anderen Straftat ein Strafverfahren eingeleitet wird. In diesem Fall ist die nachträgliche Fortsetzung des Verfahrens zulässig, sobald gegen den Beschuldigten wegen der neuen oder neu hervorgekommenen Straftat Anklage eingebracht wird, und zwar auch noch während dreier Monate nach dem Einbringen, selbst wenn inzwischen die Probezeit abgelaufen ist. Das nachträglich fortgesetzte Strafverfahren ist jedoch nach Maßgabe der übrigen Voraussetzungen zu beenden, wenn das neue Strafverfahren auf andere Weise als durch einen Schuldspruch beendet wird.

Die Fortsetzung des Verfahrens in den Fällen des Abs. 2 Z 1 bis 3 nicht zwingend, in den Fällen des Abs. 2 Z 2 und 3 kann von ihr abgesehen werden, wenn sie den Umständen nach nicht geboten ist, den Beschuldigten von der Begehung strafbarer Handlungen abzuhalten. Im Übrigen ist die Fortsetzung des Verfahrens in den im Abs. 2 angeführten Fällen außer unter den in Z 1 bis 3 angeführten Voraussetzungen nur zulässig, wenn der Beschuldigte den dort erwähnten Vorschlag der Staatsanwaltschaft nicht annimmt. Wenn der Beschuldigte den Geldbetrag nicht vollständig oder nicht rechtzeitig zahlen oder den übernommenen Verpflichtungen nicht vollständig oder nicht rechtzeitig nachkommen kann, weil ihn dies wegen einer erheblichen Änderung der für die Höhe des Geldbetrages oder die Art oder den Umfang der Verpflichtungen maßgeblichen Umstände unbillig hart träfe, so kann die Staatsanwaltschaft die Höhe des Geldbetrages oder die Verpflichtung angemessen ändern.
Verpflichtungen, die der Beschuldigte übernommen, und Zahlungen, zu denen er sich bereit erklärt hat, werden mit der nachträglichen Fortsetzung des Verfahrens gegenstandslos. Die Bewährungshilfe endet; die vorläufige Bewährungshilfe bleibt jedoch unberührt. Geldbeträge, die der Beschuldigte geleistet hat (§ 200), sind auf eine nicht bedingt nachgesehene Geldstrafe unter sinngemäßer Anwendung des § 38 Abs. 1 Z 1 StGB anzurechnen; im Übrigen sind sie zurückzuzahlen. Andere Leistungen sind nicht zu ersetzen, im Fall einer Verurteilung jedoch gleichfalls angemessen auf die Strafe anzurechnen. Dabei sind insbesondere Art und Dauer der Leistung zu berücksichtigen.
Der Beschuldigte kann bei einer nachträglichen Fortsetzung des Verfahrens Beschwerde einlegen (§ 87), die aufschiebende Wirkung hat.

## Diversionsentscheidung des Gerichts (§ 209 StPO)
Eine diversionelle Erledigung des Gerichts ist nur bei Offizialdelikten, nicht aber bei Privatanklagedelikten zulässig (§ 199).
Die Staatsanwaltschaft kann von der Verfolgung zurücktreten, solange sie noch nicht Anklage eingebracht hat. Danach hat sie bei Gericht zu beantragen, das Verfahren einzustellen (§ 199).
Gerichtliche Beschlüsse sind in der Hauptverhandlung vom erkennenden Gericht, sonst vom Vorsitzenden, in der Hauptverhandlung vor dem Geschworenengericht jedoch vom Schwurgerichtshof zu fassen. Bevor das Gericht dem Beschuldigten eine Diversionsmaßnahme oder einen Beschluss, mit dem das Verfahren eingestellt wird, zustellt, hat es die Staatsanwaltschaft zu hören. Gegen einen solchen Beschluss steht nur der Staatsanwaltschaft Beschwerde zu; dem Beschuldigten ist dieser Beschluss erst dann zuzustellen, wenn er der Staatsanwaltschaft gegenüber in Rechtskraft erwachsen ist.
Solange über eine Beschwerde gegen einen Beschluss, mit dem ein Antrag auf Einstellung des Strafverfahrens abgewiesen wurde, noch nicht entschieden wurde, ist die Durchführung einer Hauptverhandlung nicht zulässig. Eine Beschwerde gegen die nachträgliche Fortsetzung des Strafverfahrens hat auch hier aufschiebende Wirkung.

## Bewertung
Die österreichische Diversion wird von Rechtswissenschaftlern als Erfolg gewertet und ist international anerkannt. Laut Studien führen die zwei Maßnahmen „Tatausgleich“ und „Gemeinnützige Leistungen“ dazu, dass die Beschuldigten zukünftig weniger häufig verurteilt werden als Täter derselben Deliktgruppe nach einer Verurteilung. Zudem entlastet die Verringerung der Anzahl von Strafverfahren die Justizbehörden.
Wichtige positive Aspekte der Diversion sind, dass sie eine Verurteilung abwendet. Sie kann dafür sorgen, dass sich Täter intensiver mit den Folgen ihrer Tat auseinandersetzen; dies ist vor allem bei gemeinnützigen Leistungen, Probezeit mit Pflichten und dem Tatausgleich der Fall. Hier können auch die Opfer aktiv am Diversionsprozess teilnehmen. Eine Studie von 2022 zeigte eine hohe Opferzufriedenheit beim Tatausgleich. Stand 2023 wurden allerdings für 69 % der Diversionen die beiden Maßnahmen durchgeführt, die keine Rücksprache mit den Beschuldigten und auch keine Einbindung der Opfer beinhalteten, nämlich die Zahlung eines Geldbetrages und die Probezeit ohne Pflichten.
Für einen Beschuldigten bedeutet die Annahme einer Diversion, dass er die Verantwortung für die ihm vorgeworfene Tat übernimmt. Auch wenn eine Verurteilung und damit eine Eintragung ins Vorstrafenregister vermieden werden, kann die Diversion negative Folgen haben, da beispielsweise Versicherungen die Diversion als Schuldeingeständnis werten können. Da das Strafverfahren durch eine Diversion eingestellt wird, kann die beschuldigte Person keinen Freispruch erlangen.